# Sólca
Sólca – wieś w Polsce położona w województwie podkarpackim, w powiecie przemyskim, w gminie Fredropol.
W 1911/1912 zbudowano we wsi murowaną cerkiew pw. św.św. Piotra i Pawła, umiejscowioną w miejscu wcześniejszej drewnianej cerkwi. Po wojnie, do roku 1970, budynek używano jako szkołę, a potem doprowadzono do ruiny i rozebrano.
W latach 1975–1998 miejscowość administracyjnie należała do województwa przemyskiego.

## Demografia
- 1785 – 130 grekokatolików, 937 rzymskich katolików, 13 żydów
- 1840 – 181 grekokatolików
- 1859 – 176 grekokatolików
- 1879 – 216 grekokatolików
- 1899 – 251 grekokatolików
- 1926 – 262 grekokatolików
- 1938 – 267 grekokatolików